# Karkal

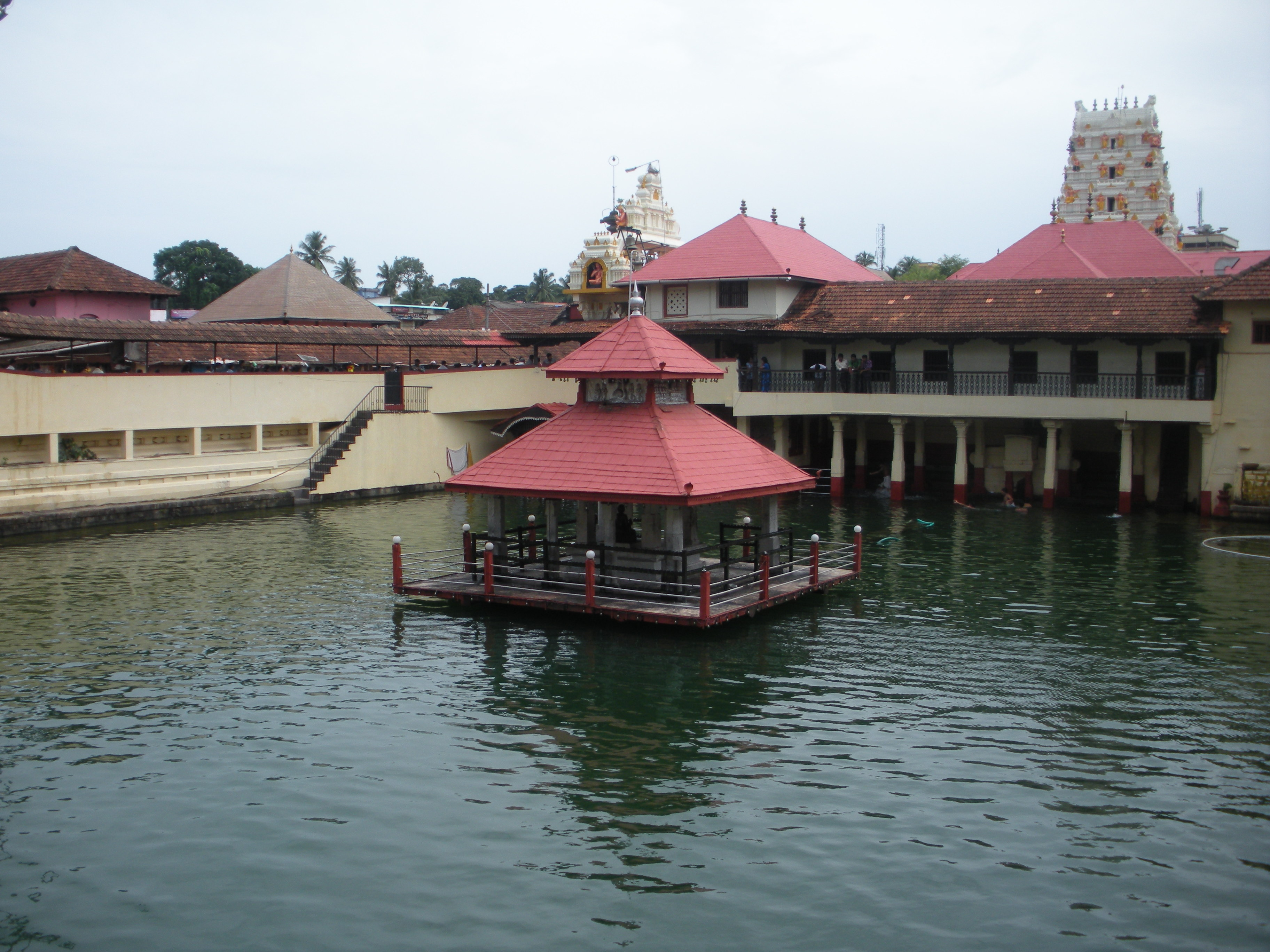
Tempeldamm i Karkal.

Karkal (eller Karkala) är en stad i den indiska delstaten Karnataka, och tillhör distriktet Udupi. Folkmängden uppgick till 25 800 invånare vid folkräkningen 2011. Staden är ett viktigt religiöst centrum för jainisterna.